# 阿尔科纳达德马德鲁埃洛
阿尔科纳达德马德鲁埃洛，是西班牙卡斯蒂利亚-莱昂塞戈维亚省的一个市镇。 总面积12平方公里，总人口45人（2001年），人口密度4人/平方公里。